# Fédération béninoise d'espéranto
 (mars 2016).
Si vous disposez d'ouvrages ou d'articles de référence ou si vous connaissez des sites web de qualité traitant du thème abordé ici, merci de compléter l'article en donnant les références utiles à sa vérifiabilité et en les liant à la section « Notes et références ».
La Fédération béninoise d'espéranto, est l'association nationale espéranto dans l'État du Bénin, Afrique de l'Ouest.

## Historique
Elle a été fondée en 1996 et a rejoint l'association mondiale d'espéranto en 2001.
L'association a son siège dans la ville de Lokossa, dans le département de Mono dans le Sud-Ouest extrême du Bénin. Le président de l'association en 2016 est Latifou Gbadamassi.
La branche jeune de l'Association des Béninois espérantistes est l'organisation Bénin des jeunes espérantistes : l'association nationale de l'Organisation mondiale de la jeunesse espérantophone au Bénin.